# Мангъстауска област
Мангъстауска област (на казахски: Маңғыстау облысы; на руски: Мангистауская область) е една от 14-те области на Казахстан. Площ 165 642 km² (7-о място по големина в Казахстан, 6,1% от нейната площ). Население на 1 януари 2019 г. 678 199 души (11-о място по население в Казахстан, 3,67% от нейното население). Административен център град Актау. Разстояние от Астана до Актау 2303 km.

## Историческа справка
През 1846 г. на източния бряг на Каспийско море е основано Новопетровското укрепление, преименувано по-късно във Форт Александровски. През 1939 г. градът е преименуван на Форт Шевченко, в чест на големия украински поет и художник Тарас Шевченко. Селището Актау е признато за град през 1963 г. На следващата година градът е преименуван на Шевченко, а на 13 септември 1991 г. е възстановено старото му име. Третият град в областта Жанаозен (старо име Нови Узен) е признат за такъв през 1968 г. На 20 март 1973 г. от южните части на тогавашната Гуревска област е образувана Мангишлакска област, която през 1980 г. е закрита и територията ѝ отново е присъединена към Гуревска област. На 4 ноември 1990 г. Мангишлакска област е отново възстановена, преименувана на 13 септември 1991 г. на Мангъстауска област.

## Географска характеристика
Мангъстауска област се намира в югозападната част на Казахстан. На изток граничи с Република Каракалпакстан на Узбекистан, на юг – с Туркменистан, на север – с Атърауска област, на североизток – с Актобенска област, а на запад и северозапад се мие от водите на Каспийско море. В тези си граници заема площ от 165 642 km² (7-о място по големина в Казахстан, 6,1% от нейната площ). Дължина от север на юг 550 km, ширина от запад на изток 500 km.
Мангъстауска област е разположена на изток от Каспийско море, в пределите на Прикаспийската низина (на юг от долното течение на река Емба) и западната част на платото Устюрт. Бреговата линия е слабо разчленена, като се срещат малки пясъчни коси, крайбрежни острови (Тюлени и др.) и заливи Комсомолец, Мангистауски, Казахски). В резултата от понижаването на нивото на Каспийско море обширни крайбрежни пространства са се превърнали в солончаци, т.нар. сори. (През последните години нивото на Каспийско море отново се повишава и част от сорите се завиряват). Релефът областта е предимно равнинен с височина от -28 m на брега на Каспийско море до 200 – 220 m на изток, с отделни падини, дъната на които лежат под нивото на Каспийско море – Батир, Карагие -132 m под морското равнище (най-дълбоката падина в Казахстан и една от най-дълбоките в света). В централната част на областта се издига платото Мангистау, ограничено от югоизток от падината Карънжарък (-70 m). На полуостров Мангистау от северозапад на югоизток се простира възвишението Каратау с връх Бесшоки 556 m (44°05′12″ с. ш. 52°30′09″ и. д. / 44.086667° с. ш. 52.5025° и. д.). В крайния югоизток е разположено платото Устюрт (230 – 340 m), спускащо към околните равнини със стръмни откоси, т.нар. чинкове. Северозападната част на областта е заета от обширни солончакови райони – Кайдак, Мъртви Култук и др.
Мангишлакска област е богата на нефт и природен газ (южната периферия на Ембинския нефтогазоносен басейн). Основните находища са: Прорва, Жетъбай, Жанаозен и др. В областта има находища на фосфорити, строителен камък и др.
Климатът е рязко континентален, крайно засушлив, с много горещо и сухо лято и умерено студена зима, с неустойчива снежна покривка (има зими без снежна покривка). През лятото често явление са суховеите и праховите бури, а през зимата – виелиците. Средна юлска температура 26 – 27 °C, средна януарска -3, -4 °C. Годишната сума на валежите е около 100 – 110 mm на юг до 150 – 160 mm на север. Продължителността на вегетационния период (минимална денонощна температура 5 °C) е около 200 денонощия. В областта постоянна речна мрежа отсъства. През пролетта (но не всяка пролет) от възвишението Каратау се стичат малки временни рекички.
Голяма част от територията на областта е заета от пелиново-солянкова пустиня с участъци от храстова растителност, развита върху кафяви почви. Частично повърхнината ѝ е покрита от солончаци, солонци и пясъци с крайно оскъдна растителност. За кратко време през пролетта и отчасти през есента пустинята се покрива с ефемерова растителност (предимно луковична). Животинският свят е представен от антилопа сайга, хищници (вълк, лисица и др.), много гризачи (лалугери, пустинни мишки), птици.

## Население
На 1 януари 2019 г. населението на Мангъстауска област е наброявало 678 199 души (3,67% от населението на Казахстан). Гъстота 4,08 души/km². Етнически състав: казахи 90,99%, руснаци 5,42%, азербайджанци 0,90% и др.

## Административно-териториално деление
В административно-териториално отношение Мангъстауска област се дели на 5 административни района, 3 града, в т.ч. 2 града с областно подчинение и 1 град с районно подчинение и 1 селища от градски тип.
| Административна единица    | Площ (km²) | Население (2019 г.) | Административен център | Население (2019 г.) | Разстояние до Актау (в km) | Други градове и сгт с районно подчинение |
| -------------------------- | ---------- | ------------------- | ---------------------- | ------------------- | -------------------------- | ---------------------------------------- |
| Град с областно подчинение |            |                     |                        |                     |                            |                                          |
| 1. Актау                   | 76         | 187 690             | гр. Актау              | 183 097             | -                          | Умирзак                                  |
| 2. Жанаозен                | 52         | 151 098             | гр. Жанаозен           | 81 581              | 149                        |                                          |
| Административен район      |            |                     |                        |                     |                            |                                          |
| 1.Бейнеуски район          | 40 519     | 69 639              | с. Бейнеу              | 52 836              | 469                        |                                          |
| 2.Каракийски район         | 64 297     | 37 621              | с. Курик               | 11 248              | 62                         |                                          |
| 3.Мангистауски район       | 4701       | 39 153              | с. Шетпе               | 16 668              | 153                        |                                          |
| 4.Мунайлински район        | 4922       | 161 270             | с. Мангистау           | 30 946              | 15                         |                                          |
| 5.Тупкарагански район      | 8520       | 31 728              | гр. Форт Шевченко      | 5559                | 136                        |                                          |